# Alfa Romeo 800
L'Alfa Romeo 800 était un camion "unifié" de catégorie lourde, polyvalent, fabriqué par le constructeur italien Alfa Romeo V.I. de 1939 à 1947.
L'Alfa 800 répondait aux critères du décret du 14 juillet 1937 sur les camions unifiés italiens.
En 1937, le gouvernement italien décida d’homogénéiser la production des camions civils afin de les rendre facilement aptes à une utilisation militaire en cas de réquisition. C'est ainsi que naquirent les "autocarri unificati - camions unifiés", produits sur le même modèle tant pour un usage civil que militaire. Le décret n°1809 du 14 juillet 1937 définissait deux catégories : les camions lourds, dont le poids total en charge ne devait pas dépasser 12.000 kg, dont 6.000 kg de charge utile au minimum, et les camions légers (appelés moyens à partir de 1940), avec un poids total en charge de 6.500 kg et une charge utile minimale de 3.000 kg.

## Histoire
L'Alfa Romeo 800 était un tout nouveau modèle situé dans la gamme lourde du constructeur milanais Alfa Romeo. Ce fut le premier camion de la marque à disposer d'une cabine avancée qui fut conservée sur les modèles suivants, pour répondre aux contraintes militaires et céder à ce principe fonctionnel imposé par Fiat V.I..
L’Alfa Romeo 800 RE, la version militaire, a été largement utilisée par le Regio Esercito (Armée Royale italienne) au cours de la Seconde Guerre mondiale. Il a été utilisé dans la campagne d'Afrique du Nord, dans la zone d'occupation italienne en France et surtout sur le front oriental pour la campagne de Russie de 1941-1945 avec la 8e armée royale italienne mais aussi par la Wehrmacht.
Après l'armistice de 1943, il a continué à être utilisé par la Wehrmacht sous le nom de Lastkraftwagen 6,5 t Alpha (i) Typ 800 R.E.. En 1946, dès le lendemain de la libération, la production du camion sera convertie pour un usage exclusivement civil sous le nom de Alfa Romeo 800 doté d'une cabine un peu plus profonde. 
En 1950, l'Alfa 800 sera remplacé par l'Alfa Romeo 900.

## Curiosité
Un prototype chenillé, nommé Alfa Romeo CSEM 800RE, fut fabriqué à la demande du Regio Esercito. L’acronyme CSEM signifie “Centro Studi ed Esperienze della Motorizzazione - Centre d'Études et Expériences de la Motorisation”. C'était un département de l'armée royale italienne chargé de la recherche et développement des véhicules militaires.

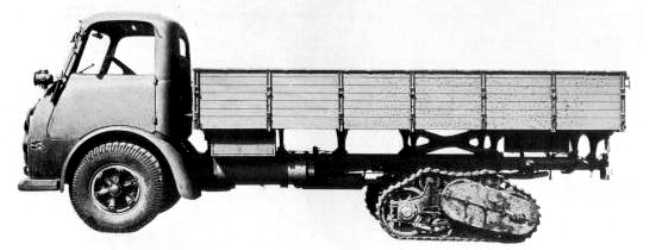
Alfa Romeo CSEM 800RE

Ce châssis a également été utilisé pour des autobus militaires.
Après l'invasion de l'Éthiopie et les sanctions internationales contre le royaume d'Italie qui s'ensuivirent, Alfa Romeo développa des versions autarciques de ses camions fonctionnant au bois avec un gazogène (800.G) et au gaz méthane (800.M).
La version gazogène, désignée 800.G (pour Gassogeno), fut réservée au marché intérieur italien, le bois de qualité n'étant pas disponible en quantité suffisante dans les colonies. Le générateur de gaz type "Roma" avait une capacité de 100 à 140 kg de bois. En aval du générateur, le gaz passait par un réfrigérant à air et plusieurs étages de filtres avant d'entrer dans le moteur. L'installation des générateurs était réalisée par la société ILM, créée conjointement par Alfa Romeo et SOTERNA.

## L'Alfa Romeo 800 en synthèse
L'Alfa Romeo 800 est un camion qui pouvait fonctionner avec trois carburants : essence, diesel ou gaz (de bois ou méthane).
La version diesel était équipée du moteur 6 cylindres en ligne Alfa Romeo de 8,725 cm3 de cylindrée, il disposait d'une puissance énorme pour l'époque de 108 chevaux à 2 000 tours par minute.
Comme tous les poids lourds immatriculés sur le territoire italien jusqu'en 1974, la conduite est à droite.

## Production
Ce véhicule fut fabriqué pendant 9 ans et a été décliné en version civile et militaire. Le modèle, d'abord conçu pour répondre au cahier des charges militaire sera aussi décliné, après la guerre, en version civile et le constructeur en dérivera une version spéciale autobus destinée aux carrossiers industriels. Il couvre la gamme de transport de 12 tonnes, poids maximum selon le code de la route italien de l'époque pour les véhicules en solo à 2 essieux.
- 10 exemplaires "civils" ont été fabriqués avant le déclenchement de la Seconde Guerre mondiale en 1939,
- 1.392 exemplaires militaires fabriqués entre 1939 et 1943,
- 900 exemplaires civils entre 1946 et 1950[4]
- xx exemplaires par la Wehrmacht sous le nom "Lastkraftwagen 6,5 t Alpha (i) Typ 800 R.E.".

## Le modèle dérivé l'Alfa 430
Le constructeur milanais présente en 1942 un modèle dérivé de l'Alfa 800, le camion de moyen tonnage Alfa Romeo 430 qui dispose de la même cabine mais reçoit une motorisation de 80 ch.